# Леорінц
Леорінц (рум. Leorinț) — село у повіті Алба в Румунії. Входить до складу комуни Редешть.
Село розташоване на відстані 274 км на північний захід від Бухареста, 22 км на північний схід від Алба-Юлії, 58 км на південь від Клуж-Напоки.

## Населення
За даними перепису населення 2002 року у селі проживали 320 осіб.
Національний склад населення села:
| Національність | Кількість осіб | Відсоток |
| -------------- | -------------- | -------- |
| угорці         | 183            | 57,2%    |
| румуни         | 137            | 42,8%    |

Рідною мовою назвали:
| Мова      | Кількість осіб | Відсоток |
| --------- | -------------- | -------- |
| угорська  | 184            | 57,5%    |
| румунська | 136            | 42,5%    |